# 土衛四十八
土卫四十八（Surtur），编号S/2006 S 7，是环绕土星运行的一颗天然卫星。是在2006年6月26日被
斯科特·谢泼德、大衛·朱維特、简·克莱纳和布莱恩·马斯登等人發現。根據觀測土衛四十八約直徑6公里，離木星約22243600公里，公轉週期1238.575天，偏離黃道166.9°或土星赤道148.9°，而其離心率為0.3680.。
土衛四十八在2007年4月以北歐神話中的史爾特爾(Surtr)命名。